# توماس نست
توماس نست (انگلیسی: Thomas Nast؛ زاده ۲۷ سپتامبر ۱۸۴۰ درگذشته ۷ دسامبر ۱۹۰۲) یک کاریکاتوریست اهل ایالات متحده آمریکا بود.